# Geguri
Kim Se-yeon (Hanja, 26 de junio de 1999), más conocida como Geguri, es una gamer profesional surcoreana. La revista Time la incluyó en su lista de Líderes del mañana de 2019.

## Trayectoria
Se ganó una reputación en Corea del Sur como jugadora de Overwatch gracias a sus jugadas con el personaje Zarya, específicamente debido a su puntería y su tasa de victorias. Unas semanas después de empezar a jugar Overwatch, Kim se convirtió en miembro de UW Artisan, un equipo amateur de Overwatch, por invitación. En algún momento durante este período, Kim fue clasificada en Overwatch como una de las mejores jugadoras de Zarya y se ganó una buena reputación por la precisión de los movimientos que hacía con su ratón informático. 
En 2016, tras un incidente en el que otros jugadores profesionales la acusaron de usar un software de asistencia para apuntar, demostró su habilidad en un estudio monitoreado. Kim transmitió en vivo una prueba de su habilidad desde el estudio monitoreado de un sitio web de eSports de Corea, y ambos jugadores abandonaron, aunque uno de ellos regresó a la escena competitiva con un nuevo nombre de usuario. La rama coreana de Blizzard Entertainment, desarrolladora del juego, también confirmó que no había utilizado software de asistencia para apuntar.  Este incidente le dio a Kim fama internacional y expectativa por su carrera profesional.
En agosto de 2017, Kim firmó con ROX Orcas. Aunque el equipo no tuvo un desempeño fuerte en series anteriores, ESPN escribió que su nueva alineación fue una mejora y que la contratación de Kim fue un nuevo hito para su carrera, ya que se esperaba que se convirtiera en la primera jugadora profesional femenina Overwatch. Su personaje principal de Overwatch, Zarya, había regresado a la rotación popular en el circuito profesional.
En febrero de 2018, Kim se unió a los Shanghai Dragons, convirtiéndose en la primera jugadora femenina de la Overwatch League, considerada la liga más importante del mundo del título de Blizzard. Tras la primera temporada, el comisionado de la Overwatch League, Nate Nanzer, dijo que Kim "ya ha inspirado a millones de chicas en todo el mundo".

## Reconocimientos
Fue elegida entre las mejores jugadoras de la Liga para representar a la División del Pacífico en el Juego de Estrellas de la Liga de 2018.En 2019, Time nombró a Kim como una de sus "Líderes de la próxima generación" por ser una de las primeras jugadoras exitosas en deportes electrónicos.